# 愛の火 3つ オレンジ
「愛の火 3つ オレンジ」（あいのひ みっつ オレンジ）は、1999年11月26日に発売された、CHARAと当時活動休止中のJUDY AND MARYのヴォーカリストであるYUKIによるユニット・Chara+YUKI（チャラユキ）の1枚目のシングル。

## 解説
- 当時、CHARAは産休中で「月と甘い涙」で復帰する前段階であり、一方でYUKIはバンドが活動休止中、NiNaの活動を経て、同じレコード会社所属でもあるCHARAとユニットを組むこととなる。また、このchara+yukiの活動を経て、Mean Machineでも2人は活動を共にする。
- ミュージック・ビデオが製作されている。この映像はオムニバスDVD「www.epicjapan.com/clips/」にのみ収録されている（6曲目）。電飾を巻きつけた2人と炎が特徴的な映像となっている。
- 長らく、chara+yuki名義でのシングルは本作が唯一であったが、2020年1月31日に7インチアナログシングル『楽しい蹴伸び』、同年2月14日に、この曲の再録バージョンが収録される初のミニアルバム『echo』を発売することが発表された[1]。

## 収録曲
1. 愛の火 3つ オレンジ
（作詞・作曲：chara+yuki / 編曲：U-SKE）
  - サッポロビール「冬物語」CMソング。「愛の火 3つ」とは「愛の秘密」を指している。編曲のU-SKEはCHARAの作品にも関わっている人物である。
2. 愛の火 3つ オレンジ（RE-MIX）
3. 愛の火 3つ オレンジ（Instrumental）